# 格朗德费
格朗德费（法語：Grand-Fayt）是法国北部-加来海峡大区诺尔省的一个市镇，属于埃尔普河畔阿韦讷区南埃尔普河畔阿韦讷县。该市镇2009年时的人口为505人。

## 人口
格朗德费人口变化图示
| 数据来源：INSEE |